# Communauté de communes Buëch Dévoluy
La communauté de communes Buëch Dévoluy est une communauté de communes française créée le 21 octobre 2016 et a pris effet le 1er janvier 2017, située dans le département des Hautes-Alpes en région Provence-Alpes-Côte d'Azur.

## Historique
En 1979, un SIVOM est créé, regroupant les communes du canton de Serres, rejointes par la majorité de celles du canton de Veynes, puis par Veynes en 1983, ce qui porte le total à dix communes. En 1987, il devient un district.
Le district est transformé en communauté de communes des Deux Buëch par arrêté préfectoral du 14 décembre 2000 et entre en vigueur le 1er janvier 2001. Avec l'adhésion de Manteyer en 2009, la communauté comprend onze membres.
Enfin, le 1er janvier 2014, la commune de Dévoluy, dont le territoire correspond au périmètre de l'ancienne communauté de communes du Dévoluy, rejoint la communauté de communes des Deux Buëch, qui adopte alors son nom actuel.
Le schéma départemental de coopération intercommunale (SDCI) des Hautes-Alpes prévoit le maintien de la communauté de communes, le seuil de 5 000 habitants fixé par la loi no 2015-991 du 7 août 2015 portant nouvelle organisation territoriale de la République étant largement atteint ; elle doit cependant fusionner avec la communauté de communes du Haut Buëch qui n'atteint pas ce seuil. De plus, ces deux intercommunalités sont incluses dans un même bassin de vie et cette fusion répond aux critères de ladite loi (« cohérence spatiale et solidarité financière et territoriale »). Cette fusion est maintenue après adoption du SDCI en mars 2016.
La communauté de communes portera le même nom après 2017 (arrêté préfectoral du 21 octobre 2016).

## Territoire communautaire

### Géographie
La communauté de communes Buëch Dévoluy est située à l'ouest du département des Hautes-Alpes, dans le bassin de vie de Veynes, sauf Rabou et Manteyer rattachées au bassin de vie de Gap.
Elle jouxte la communauté d'agglomération du Gapençais à l'est et les communautés de communes du Valgaudemar et du Champsaur au nord-est, de Tallard-Barcillonnette au sud, du Serrois au sud-ouest, du Haut Buëch à l'ouest, du Diois (Drôme) au nord-ouest, du Trièves et de la Matheysine, du Pays de Corps et des Vallées du Valbonnais au nord, ces deux dernières étant situées dans le département limitrophe de l'Isère.
Le territoire communautaire est desservi par l'axe routier Valence/Orange/Carpentras/Montélimar – Gap (route départementale 994) et la liaison ferroviaire Paris/Grenoble/Valence/Marseille – Gap.

### Composition
La communauté de communes est composée des 20 communes suivantes :

| Nom                       | Code Insee | Gentilé       | Superficie (km2) | Population (dernière pop. légale) | Densité (hab./km2) |
| ------------------------- | ---------- | ------------- | ---------------- | --------------------------------- | ------------------ |
| Veynes (siège)            | 05179      | Veynois       | 42,6             | 3 244 (2022)                      | 76                 |
| Aspremont                 | 05008      | Aspremontois  | 18,52            | 362 (2022)                        | 20                 |
| Aspres-sur-Buëch          | 05010      | Aspriens      | 42,65            | 802 (2022)                        | 19                 |
| La Beaume                 | 05019      | Beaumois      | 29,64            | 150 (2022)                        | 5,1                |
| Chabestan                 | 05028      | Chabestanais  | 12,2             | 171 (2022)                        | 14                 |
| Châteauneuf-d'Oze         | 05035      |               | 26,23            | 30 (2022)                         | 1,1                |
| Dévoluy                   | 05139      |               | 186,37           | 885 (2022)                        | 4,7                |
| La Faurie                 | 05055      | Faurions      | 31,44            | 298 (2022)                        | 9,5                |
| Furmeyer                  | 05060      |               | 14,27            | 175 (2022)                        | 12                 |
| La Haute-Beaume           | 05066      |               | 7,13             | 7 (2022)                          | 0,98               |
| Manteyer                  | 05075      | Manteyards    | 25,63            | 500 (2022)                        | 20                 |
| Montbrand                 | 05080      | Montbrandiers | 25,03            | 74 (2022)                         | 3                  |
| Montmaur                  | 05087      | Montmauriens  | 48,77            | 535 (2022)                        | 11                 |
| Oze                       | 05099      | Ozois         | 12,03            | 103 (2022)                        | 8,6                |
| Rabou                     | 05112      | Raboutins     | 26,56            | 90 (2022)                         | 3,4                |
| La Roche-des-Arnauds      | 05123      |               | 53,75            | 1 675 (2022)                      | 31                 |
| Saint-Auban-d'Oze         | 05131      |               | 13,21            | 75 (2022)                         | 5,7                |
| Saint-Julien-en-Beauchêne | 05146      |               | 59,43            | 135 (2022)                        | 2,3                |
| Saint-Pierre-d'Argençon   | 05154      |               | 18,81            | 154 (2022)                        | 8,2                |
| Le Saix                   | 05158      | Saixois       | 22,15            | 132 (2022)                        | 6                  |

### Démographie
| 1968  | 1975  | 1982  | 1990  | 1999  | 2008  | 2013  | 2014  |
| ----- | ----- | ----- | ----- | ----- | ----- | ----- | ----- |
| 6 018 | 5 737 | 5 834 | 5 963 | 6 291 | 7 100 | 7 242 | 9 237 |

## Administration

### Siège
Le siège de la communauté de communes est situé à Veynes.

### Les élus
La communauté de communes est gérée par un conseil communautaire composé de 38 membres représentant chacune des communes membres.
Leur répartition a été fixée par un arrêté préfectoral du 21 décembre 2016 :
| Nombre de délégués | Communes                  |
| ------------------ | ------------------------- |
| 11                 | Veynes                    |
| 5                  | La Roche-des-Arnauds      |
| 3                  | Aspres-sur-Buëch, Dévoluy |
| 1                  | Autres communes           |

À l'issue des élections municipales de mars 2020, le conseil communautaire sera composé de 37 membres, dont la répartition est quasi identique, mis à part la perte d'un siège pour Aspres-sur-Buëch.

### Présidence
| Nom | Nom                  | Parti | Début | Fin  | Fonctions |
| --- | -------------------- | ----- | ----- | ---- | --- |
|     | Jean-Marie Bernard   | LR    | 2017  | 2020 | Président du conseil départemental des Hautes-Alpes (2015-) Conseiller départemental du canton de Veynes (2015-) 1er adjoint au maire du Dévoluy (2015-2020) |
|     | Michel Ricou-Charles |       | 2020  |      | Maire de Furmeyer |

### Vice-présidents
En 2020, le conseil communautaire avait élu son président Michel Ricou-Charles, et désigné huit vice-présidents : Christian Gilardeau-Truffinet (Maire de Veynes), Monique Barthelemy (Maire de Châteauneuf d'Oze), Maurice Chautant (Maire de La Roche des Arnauds), Bernadette Saudemont (Veynes), Fabien Gascard (Maire de Rabou), Dominique Truc (Maire de Montbrand), Gérald Griffit (Veynes), Olivier Regord (Maire de Le Saix).
En 2014, le conseil communautaire avait élu son président, Jean-Marie Bernard (premier adjoint au maire de Dévoluy), et désigné six vice-présidents :
|    | Nom | Nom                | Parti | Mandats                               | Qualité |
| -- | --- | ------------------ | ----- | ------------------------------------- | ------- |
| 01 |     | René Moreau        | DVD   | Maire de Veynes (2014-)               |         |
| 02 |     | Michel Mescle      |       | Conseiller municipal à Montmaur       |         |
| 03 |     | Maurice Chautant   | DVG   | Maire de La Roche-des-Arnauds (2008-) |         |
| 04 |     | Monique Barthelemy | DVG   | Maire de Châteauneuf-d'Oze (2008-)    |         |
| 05 |     | Marc Ventre        |       | Conseiller municipal à Veynes         |         |
| 06 |     | Michel Lonni       |       | Maire de Chabestan                    |         |

### Compétences
Développement économique / emploi
Accueil, information, conseil à tout porteur de projets d’activités économiques.
Prospection d’entreprises, aide à l’installation.
Réalisation d’opération d’immobilier d’entreprises, c'est-à-dire construction ou réhabilitation de locaux à usage industriel, artisanal ou commercial. Si la communauté de communes ne s’engageait pas, la commune concernée par un tel projet pourra le conduire à son propre compte.
Création, aménagement, gestion de nouvelles zones d’activité d’intérêt communautaire, lequel est défini par le fait que la CC des Deux Buëch est le maître d’ouvrage de l’opération.
Développement des actions liées à l’emploi et l’insertion en partenariat avec toute association ou organisme compétent dans ce domaine, intervenant localement.
Environnement et Déchets
Études, organisation et gestion de dispositifs de collecte, tri, élimination et valorisation des déchets ménagers et assimilés, en cohérence avec le plan départemental de gestion des déchets.
Aménagements et gestion de la déchèterie et des points-relais
Aménagements et gestion du CET (Centre d’Enfouissement Technique)
Assainissement
Étude, animation et gestion du service pour le contrôle de l’assainissement non collectif (SPANC)
Environnement
Étude et animation du Contrat Rivière du Buëch et de ses affluents, adhésion au syndicat mixte de gestion du Buëch et de ses Affluents (SMIGIBA)
Études, gestion et animation de programmes de réseaux de  sentiers de randonnée qui relient les communes de la communauté (à l’exclusion des  chemins GR)
Services aux habitants
Gestion du Centre de Secours et d’Incendie du Veynois,  jusqu’au transfert complet au Département (SDIS)
La CC des Deux Buëch pourra participer aux actions et ou services en direction des jeunes, des personnes âgées ou en difficulté (ex : ADMR, portage de repas, Centre Social, …), parallèlement aux autres collectivités.
Petite enfance : acquisitions foncières et infrastructures nécessaires au fonctionnement d’un « pôle petite enfance » ; celui-ci regroupant les services accueillant les jeunes enfants : crèche, halte garderie …
L’étude concernant l’amélioration des équipements du refuge / fourrière de la SPA sud Alpine
Culture
Aménagements et gestion de l’Ecomusée du Cheminot Veynois, partenariat avec l’association des amis de l’écomusée de Veynes.
Programmation culturelle au Château de Montmaur, domaine départemental, par convention avec le CG 05.
Les manifestations culturelles ou sportives pourront être soutenues par la CC des Deux Buëch dans la mesure où elles intéressent au moins la moitié des communes du territoire de la communauté, et concernent la réalisation d’un événement culturel  ou sportif majeur, concernant tout le territoire intercommunal, à l’exclusion des manifestations organisées par les comités locaux.
Développement de l’enseignement musical sur le territoire intercommunal : adhésion au syndicat mixte de l’école de musique des pays du Buëch (SMEMPAB).
Adhésion à l’Etablissement Public de Coopération Culturelle : « Science et tourisme, air et lumière, le Chevalet ».
Soutien technique aux communes
À la demande d’une commune adhérente, la communauté pourra conduire  une ou des opérations sous maîtrise d’ouvrage déléguée et réaliser des prestations de services dont les conditions d’exécution et de rémunération au coût du service, seront fixées par convention. La communauté pourra également intervenir comme coordonnateur d’un groupement de commandes conformément au code des marchés publics.
Anticipation / gestion de programmes supra communautaires
Programmes et procédures d’aménagement dans le cadre du Pays Gapençais.
Elaboration, approbation de la Charte de développement, procédures contractuelles, adhésion à la structure de gestion, du Pays Gapençais.
Étude Programme Aménagement Solidaire.
Animation de programmes relatifs aux nouvelles technologies d’information et de communication innovants (SIG)…
Programmes de développement touristique d’intérêt intercommunal.
Études en vue de la création d’activités culturelles d’intérêt intercommunal.
Études en vue de la création d’activités sociales, éducatives et sportives d’intérêt intercommunal; si la communauté ne s’engageait pas, la commune concernée pourra conduire le projet pour son propre compte.

### Régime fiscal et budget
La communauté de communes est dotée d'un budget principal et de budgets annexes ; cinq d'entre eux ont été rattachés au budget de l'intercommunalité par un arrêté préfectoral du 15 décembre 2016 : domaine économique et zones artisanales, service public d'assainissement non collectif, massif de Céüze, traitement des ordures ménagères, centre intercommunal d'action sociale.